# Bobby Solo
Bobby Solo, född 18 mars 1945 i Rom som Roberto Satti, är en italiensk schlagersångare. Solo har ofta kallats för Den italienska Elvis Presley.
Solo tävlade för Italien i Eurovision Song Contest 1965 med låten Se piangi, se ridi som slutade på femte plats med femton poäng.